# Conchil-le-Temple
 Conchil-le-Temple  es una población y comuna francesa, situada en la región de Norte-Paso de Calais, departamento de Paso de Calais, en el distrito de Montreuil y cantón de Berck. Se sitúa en el sur de Berck, a lo largo del río Authie. La altitud más elevada es de 57 m s. n. m. Se encuentra en un marco rural y arbolado, compuesto de numerosos estanques, destacando entre ellos el de Foraine d'Authie.

## Demografía
| 323 | 352 | 351 | 402 | 507 | 484 | 523 | 574 | 650 | 680 | 732 | 732 | 740 | 715 | 743 | 720 | 694 | 633 | 685 | 655 | 629 | 596 | 581 | 651 | 641 | 671 | 734 | 657 | 698 | 728 | 792 | 789 | 1087 |
| Para los censos de 1962 a 1999 la población legal corresponde a la población sin duplicidades (Fuente: INSEE [Consultar]) |     |     |     |     |     |     |     |     |     |     |     |     |     |     |     |     |     |     |     |     |     |     |     |     |     |     |     |     |     |     |     |      |

## Historia
Hariulfe menciona a Conchil entre las posesiones de la abadía de Saint-Riquier en el siglo IX. La casa que se llamaba Temple-lez-Waben se encontraba en el lugar nombrado el commanderie. Estuvo situada entre dos caminos. Uno conducía a Waben y el otro a Montreuil; es allá dónde residían en 1307, los Templarios Raoul de Monteswis y Eudes d' Écuires que fueron detenidos en Montreuil y quemado vivos. Cuando los caballeros de San Juan de Jerusalén sucedieron a los Templarios, el commanderie del Templo reunido a la de Loison; dueño de 60 tierras de cultivo y de 124 parcelas de bosques maderables divididos en dos partes el bosque de Servelle (99 jx) y el bosque del Templo (25 jx).
Había un molino y un horno de poya con rentas que reportan cerca de 54 libros. En 1352 los Caballeros Hospitalarios tuvieron que defender varios procesos contra el Conde de Ponthieu, en ocasiones defendiendo ciertos derechos señoriles que se ejercía en el Templo. En consecuencia de estos procesos, continuaron devolviendo la alta, la media y la justicia baja; el Conde de Ponthieu no pudo bajo ningún pretexto arrogarse el derecho a hacer hazañas en sus dominios, (el bosque)
Las guerras del siglo XV causaron por todas partes grandes estragos, el informe de la visita preliminar de 1495 el mapa de situación es demasiado triste para los miembros de la comunidad de Loison nombrado Temple-les-Waben: la capilla había sido incendiada; los edificios fueron demolidos; el molino se caía en ruinas. El comendador Emery d' Amboise los hizo reparar. Un sacerdote secular que perjudicaba a la capilla que fue dedicada a la Santa - Virgen mediante una pensión de 20 libras.
La renta de la casa de Temple-les-Waben era en 1578, de 166 escudos sol con los derechos señoriles. Se elevaba, en 1757 a 1272 libras; y en 1783 a 1.500 libras (Arch. Nacionales, Orden de Malta J. 5058).
El Templo, que dependía en parte del Rey a causa de su castillo de Waben, del baronnie de Merlimont y del señor de Maintenay, pertenecía en 1311 a Juan de Bours (Confesión de Maintenay).
Se cree que el Pabellón es la antigua prisión del baillage de Waben. Es una construcción cuadrada cuyas murallas tienen un gran espesor. Las bodegas son muy profundas y vemos allí anillos enormes que servían para encadenar con los presos.

## Lugares y monumentos
La iglesia de Conchil-le-Temple es notable. El Coro adornado de vidrieras ofrecido por Sr. Baron de Torcy, es del siglo XV. El cuadro que representa la Presentación de la Santa - Virgen en el Templo se atribuye a Annibal Carrache. Sr. Baron de Vilmarest se lo compró poco tiempo después de la Revolución a un canónigo de París que le había salvado del pillaje de Nuestra Señora.

## Fiestas
Cada año, la Fiesta del Pueblo organizada por el ASCOTE reúne a varias centenas de personas que vienen para divertirse en un ambiente tradicional. Después de una misa al aire libre en el mismo sitio de fútbol, una comitiva compuesta de carros floridos, de grupos folclóricos, de armonías, de majorettes y otras animaciones atraviesa el municipio. Las aceras se llenan de gente. Una vez llegada al campo de fútbol, la comitiva se reúne y cede el lugar a una gran fiesta popular con numerosos juegos. Todo el pueblo desde los más grandes a los pequeños juegan y hasta compiten en carreras de sacos, juegos tradicionales y hasta castillos inflables.